# Rio Galbena (Strei)
O Rio Galbena é um rio da Romênia, afluente do Râul Mare, localizado no distrito de Hunedoara.